# 향촌동 (사천시)
향촌동(香村洞)은 대한민국 경상남도 사천시의 동이다. 면적은 12.4km2이고, 인구는 2011년 7월 1일을 기준으로 2,990세대 7,604명이다.

## 개요
향촌동은 한려수도의 중심부인 사천시의 동남쪽에 위치하고 있으며, 동쪽으로는 고성군과 인접하고 남쪽으로는 삼천포 신항을 끼고 있는 전형적인 전원 주택지역이다. 항공산업의 인재양성의 산실인 한국폴리텍항공대학이 자리하고 있으며 고운 최치원 선생이 비경에 반하여 명명했다는 남일대 해수욕장은 전국에서 수많은 피서객이 찾는 이름난 곳이기도 하다.

## 법정동
- 궁지동(宮旨洞)
- 봉남동(鳳南洞)
- 사등동(沙登洞)
- 이금동(梨琴洞)
- 이홀동(耳笏洞)
- 향촌동(香村洞)

## 교육
- 한국폴리텍대학 항공캠퍼스
- 용산초등학교

## 관광
- 사천해전
- 코끼리 바위와 남일대
- 매향비와 향촌
- 남일대 해수욕장